# Adetomyrma cassis
Adetomyrma cassis (del latín cassis, " timón ", en referencia a la forma de su cápsula genital) es una especie de hormiga endémicas de Madagascar.

## Descripción
A. cassis sólo se conoce por un solo macho recogido en la Reserva Ambatovaky, en Madagascar. El macho de A. cassis se distingue fácilmente de otros machos del género Adetomyrma por una proyección distinta y bemol en la parte posterior del parámero. Esta proyección no se separa del parámero a causa de una muesca profunda como con la especie A. bressleri. Este carácter genital observado en A. cassis es completamente único y suficiente para considerar a este macho como especie distinta.